# Danamon Indonesia Women's Open 1994
Danamon Indonesia Open 1994 — жіночий тенісний турнір, що проходив на відкритих кортах з твердим покриттям Gelora Senayan Stadium у Джакарті (Індонезія). Належав до турнірів 4-ї категорії в рамках Туру WTA 1994. Турнір відбувся вдруге і тривав з 25 квітня до 1 травня 1994 року. Третя сіяна Яюк Басукі здобула титул в одиночному розряді й отримала 18 тис. доларів США.

## Фінальна частина

### Одиночний розряд
Яюк Басукі —  Флоренсія Лабат 6–4, 3–6, 7–6(7–1)
- Для Басукі це був 2-й титул в одиночному розряді за рік і 6-й (останній) за кар'єру.

### Парний розряд
Ніколь Арендт /  Крістін Редфорд —  Керрі-Енн Г'юз /  Андреа Стрнадова 6–2, 6–2
- Для Арендт це був єдиний титул в парному розряді за сезон і 2-й - за кар'єру. Для Редфорд це був єдиний титул в парному розряді за сезон і 2-й - за кар'єру.